# Oriente (singolo)
Oriente è un singolo del cantautore italiano Niccolò Fabi, pubblicato il 17 aprile 2006 come secondo estratto dal sesto album in studio Novo Mesto.

## Descrizione
Con questo brano l'artista romano ha partecipato al Festivalbar. Sebbene non abbia mai fatto il suo ingresso nella Top Singoli, in aprile è apparso nella classifica radiofonica italiana stilata da Music Control.

## Tracce
1. Oriente – 4:10

## Formazione
Musicisti
- Niccolò Fabi – chitarra elettroacustica, voce
- Agostino Marangolo – batteria, percussioni
- Lorenzo Feliciati – basso
- Francesco Valente – chitarra acustica, chitarra elettrica, mandolino (traccia 2)
- Aidan Zammit – pianoforte, pianoforte elettrico, moog
- Elvio Ghigliordini – flauto e ottavino
- Enzo De Rosa – trombone
- Simone Salza – clarinetto
- Sergio Vitale – tromba

Produzione
- Niccolò Fabi – produzione
- Adriano Pennino – produzione
- F. Ricky Palazzolo – produzione esecutiva
- Fabrizio Simoncioni – missaggio, registrazione
- Antonio Baglio – mastering
- Stefano Borsi – post-produzione